# Walckenaeria quarta
Walckenaeria quarta este o specie de păianjeni din genul Walckenaeria, familia Linyphiidae, descrisă de Jörg Wunderlich în anul 1972.
Este endemică în Germania. Conform Catalogue of Life specia Walckenaeria quarta nu are subspecii cunoscute.